# Naka-dake
Naka-dake (中岳, Naka-dake)(Mont Naka) és una muntanya que es troba al sud de les Muntanyes Hida al llarg de Matsumoto (̈Prefectura de Nagano) i Takayama (Prefectura de Gifu). La muntanya forma part del Parc Nacional de Chūbu-Sangaku.